# (85633) 1998 KR65
(85633) 1998 KR65 — транснептуновый объект класса кьюбивано. Он был открыт 29 мая 1998 года Гари М. Бернштейном. Диаметр его составляет, по оценкам, около 192 км. Об объекте информации известно очень мало.